# Mecklenburgische Brauerei Lübz

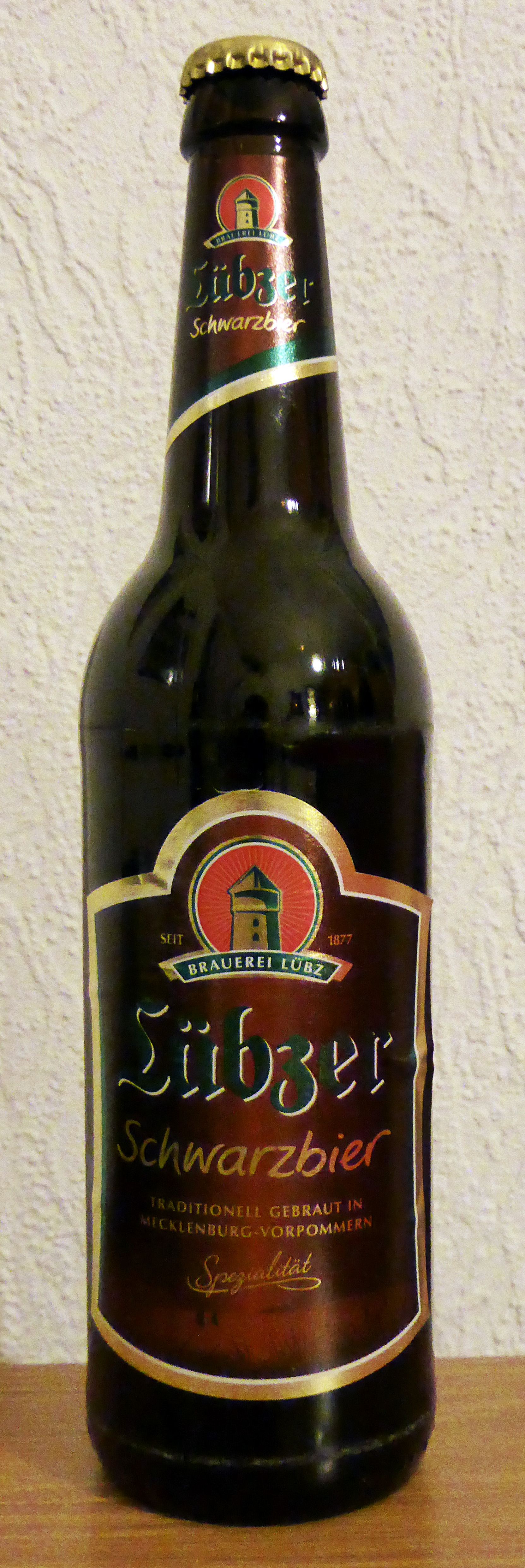
Lübzer Schwarzbier 2014

Die Mecklenburgische Brauerei Lübz GmbH in der mecklenburgischen Stadt Lübz ist eine der größten Brauereien Norddeutschlands. Heute gehört sie zur Carlsberg Deutschland. Sie ist der größte Arbeitgeber der Stadt und Marktführer in Mecklenburg-Vorpommern sowie in angrenzenden Bundesländern vertreten. Hier werden ca. 1,5 Millionen Hektoliter Bier und -mischgetränke hergestellt.

## Geschichte
Die Brauerei wurde im Jahr 1877 durch August Krüger gegründet und firmierte in den folgenden Jahrzehnten unter verschiedenen Namen, Bürgerliches Brauhaus GmbH zu Lübz (ab 1905), Vereinsbrauerei Mecklenburger Wirte GmbH zu Lübz (ab 1907) und Vereinsbrauerei Mecklenburger Wirte AG, Lübz (ab 1921). Nach dem Zweiten Weltkrieg wurde die Brauerei demontiert. Hauptaktionär war mit 55 % der Anteile der vertriebene, jüdische, zuerst deutsche und später amerikanische Staatsbürger Johannes Eisenbeiss (1913–1987). Er war in der NS-Zeit enteignet und vertrieben worden. In der DDR konnte er wegen seiner amerikanischen Staatsbürgerschaft nicht noch einmal enteignet werden. Der Betrieb wurde treuhänderisch verwaltet. Nach 1969 erfolgte der Neubau einer Brauerei und die Zuordnung zum Getränkekombinat Schwerin als VEB Brauerei Lübz. Zu DDR-Zeiten exportierte die Brauerei in die BRD. Unter anderem wurden Unternehmen wie Spar, Aldi Süd und Penny-Markt (Wohlbauer Pils) beliefert. Die Lübzer Brauerei besaß die einzige Dosenabfüllanlage in der gesamten DDR.
1991 wurde die Hamburger Holsten-Brauerei Mehrheitseigner, und es erfolgte eine grundlegende Modernisierung der Brauanlagen, 1996 übernahm die Mecklenburgische Brauerei Lübz die Biermarke Nordbräu (mit früherem Sitz in Neubrandenburg). Seit 2004 ist die Mecklenburgische Brauerei Lübz mit ihrer Hamburger Mutter Teil des in Kopenhagen ansässigen Carlsberg-Konzerns.
Die abgesetzte Kapazität 2011 lag bei 1,16 Millionen Hektolitern, sie ist leicht gestiegen (Vorjahr 1,13 Mio. Hektoliter). Die Zahl der Beschäftigten beträgt 2022 200 Arbeitnehmer.  Die Mecklenburgische Brauerei Lübz ist eine der führenden Brauereien in Mecklenburg-Vorpommern und tritt beim Fußballverein F.C. Hansa Rostock als Sponsor auf. In der Saison 2008/09 war Lübzer Trikotsponsor dieses Vereins.

## Biere
- Lübzer Pils
- Lübzer Bock
- Lübzer Export
- Lübzer Urkraft
- Lübzer Küsten Hell
- Lübzer Schwarzbier
- Lübzer Naturradler Grapefruit
- Lübzer Naturradler Zitrone
- Lübzer Naturradler Rhabarber

## Sonstige Getränke
- Lübzer Alkoholfrei
- Lübzer Alkoholfrei Grapefruit
- Lübzer Alkoholfrei Zitrone
- Lübzer Alkoholfrei Rhabarber